# Bukowiec (gmina Lniano)
Bukowiec (także Leśnictwo Bukowiec) – osada leśna w Polsce, położona w województwie kujawsko-pomorskim, w powiecie świeckim, w gminie Lniano. Jest najmniejszą osadą gminy Lniano (XII 2014 r.: tylko 4 stałych mieszkańców).
W latach 1975–1998 miejscowość administracyjnie należała do województwa bydgoskiego.